# 澳屬印度洋領地
澳屬印度洋領地（英語：Australian Indian Ocean Territories）是澳大利亚基礎設施、運輸、區域發展與地方政府部於1995年成立的行政單位，包括澳洲在印度洋擁有主權的兩個島嶼：
- 圣诞岛，有行政官駐留
- 科科斯（基林）群島，由同一行政官管轄，但不駐留

每個島嶼組成部分都有自己的郡議會：聖誕島郡和科科斯郡。
它不包括無人居住的 亞什摩及卡地爾群島。

## 審查
2004年，曾派人審查領土；2012年則由澳洲議會訪問和審領地查政府。

## 澳屬印度洋領地行政官
行政官是澳洲總督會同聯邦行政會議委派到當地的聯邦政府代表。

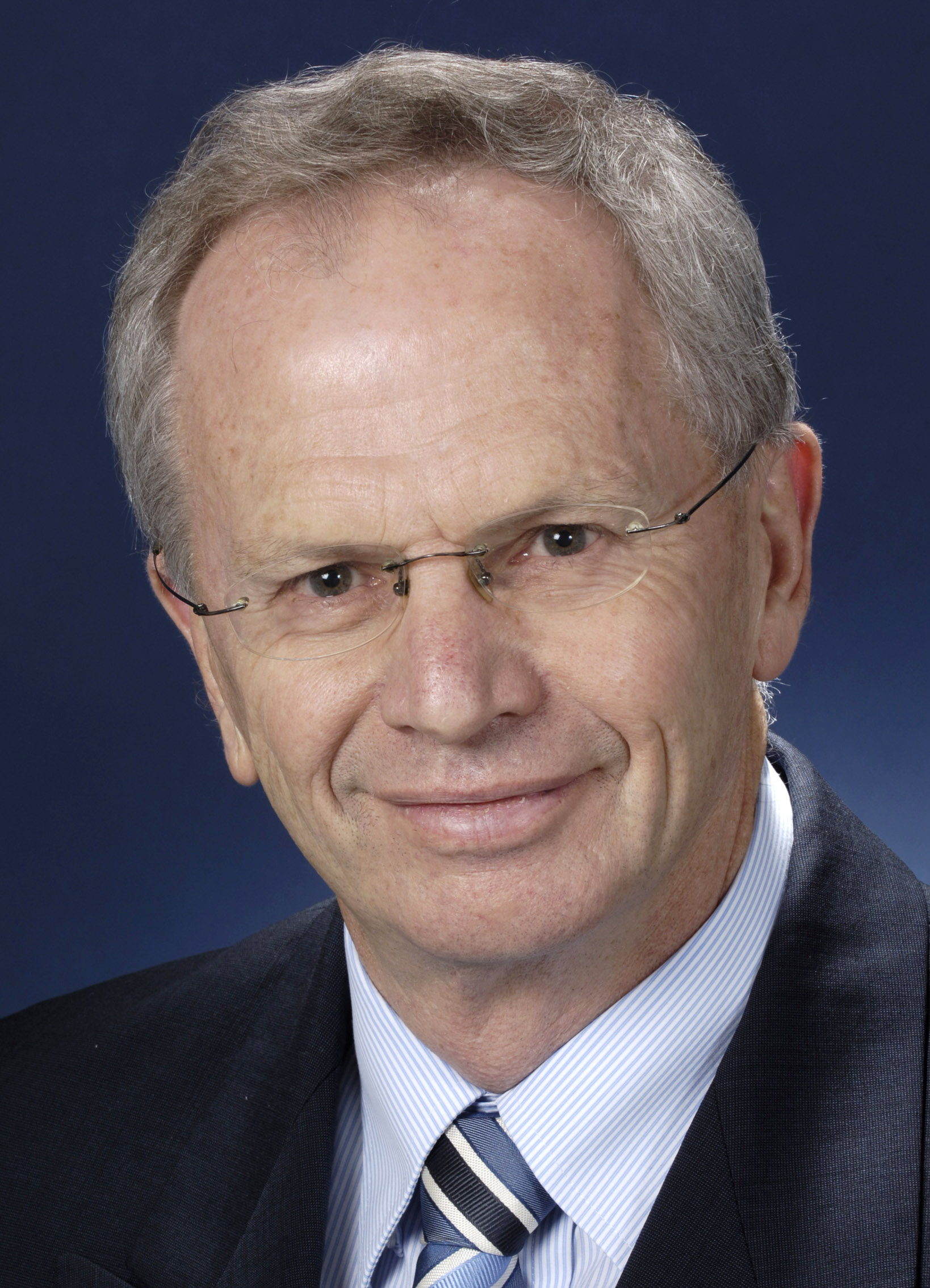
行政官埃文·威廉姆斯 (政治人物)

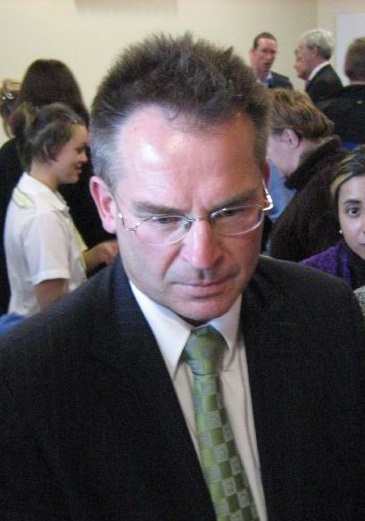
行政官喬恩·斯坦霍普

| № | 姓名                                               | 就任          | 離任           |
| - | -------------------------------------------------- | ------------- | -------------- |
| 1 | 丹尼·安布羅斯·吉萊斯皮 （Danny Ambrose Gillespie） | 1994年7月1日  | 1996年6月30日  |
| 2 | 羅恩·哈維 （Ron Harvey）                           | 1997年10月1日 | 1998年10月30日 |
| 3 | 比爾·泰勒 （Bill Taylor）                          | 1999年2月4日  | 2003年7月30日  |
| 4 | 埃文·威廉姆斯 （Evan Williams）                    | 2003年11月1日 | 2005年10月31日 |
| 5 | 尼爾·盧卡斯 （Neil Lucas）                         | 2006年1月30日 | 2008年2月22日  |
| 6 | 布萊恩·拉齊 （Brian Lacy）                         | 2009年10月5日 | 2012年10月5日  |
| 7 | 喬恩·斯坦霍普 （Jon Stanhope）                     | 2012年10月5日 | 2014年10月5日  |
| 8 | 巴里·哈澤 （Barry Haase）                          | 2014年10月5日 | 2017年10月4日  |
| 9 | 娜塔莎·格里格斯 （Natasha Griggs）                 | 2017年10月5日 | 現任           |

## 宗教
天主教徒由天主教珀斯總教區提供牧靈服務。

## 來源和外部連結
- WorldStatesmen- Australia- Cocos (Keeling) islands （页面存档备份，存于）
- WorldStatesmen- Australia- Christmas Island （页面存档备份，存于）

10°29′06″S 105°38′10″E / 10.485°S 105.636°E
12°09′29″S 96°52′12″E / 12.158°S 96.870°E